# Fichee-Chambalaalla
Fichee-Chambalaalla (sidamo Fichee-Chambalaalla, amh. ፊቼ ጫምባላላ – trb. Ficzie Czambalalla) – tradycyjne uroczystości noworoczne obchodzone przez przedstawicieli ludu Sidama zamieszkującego region Sidama w południowej Etiopii.
W 2015 roku podczas odbywającej się w Windhuku 10. sesji Międzyrządowego Komitetu ds. Ochrony Niematerialnego Dziedzictwa Kulturowego święto wpisane zostało na listę reprezentatywną niematerialnego dziedzictwa kulturowego UNESCO. Nazwa wpisu to:
- Fichee-Chambalaalla, New Year festival of the Sidama people – w języku angielskim,
- Fichee-Chambalaalla: Sidaamu Daga Diru Soorro Ayyaana – w języku sidamo,
- ፊቼ ጫምባላላ፦ የሲዳማ ብሔር ዘመን መለወጫ በዓል (trb. Ficzie Czambalalla – Je-Sidama byhier zemen melleuecza beʼal[a]) – w języku amharskim, który jest językiem urzędowym Etiopii.

## Charakterystyka

Region Sidama na mapie Etiopii

Zgodnie z tradycją ustną przekazywaną z pokolenia na pokolenie wśród członków społeczności Sidama, słowo Fichee pochodzi od kobiety o imieniu Ficho, która po swoim ślubie miała raz w ciągu roku odwiedzać swoich rodziców i krewnych. Jako poczęstunek przynosiła ze sobą danie zwane Buurisame, przygotowywane z chleba waasa (otrzymywanego z mąki rośliny Ensete ventricosum, zwanej też „fałszywym bananem”), z dodatkiem dużych ilości mleka i masła. Potrawą częstowano również sąsiadów. Po śmierci Ficho, dla upamiętnienia jej dobroci, wigilię Nowego Roku w tradycyjnym kalendarzu księżycowym Sidama nazwano jej imieniem, a święto stało się jednym z symboli jednoczących lud.
Wszyscy członkowie społeczności, niezależnie od wieku, płci, statusu materialnego i zajmowanej pozycji biorą udział w uroczystościach. Obchody kształtują poczucie przynależności do wspólnoty i równości, sprzyjają dobremu rządzeniu i utrzymaniu pokoju oraz wspierają integrację klanów Sidama między sobą oraz z innymi grupami etnicznymi zamieszkującymi Etiopię. Transmisja tradycji odbywa się z pokolenia na pokolenie w rodzinach poprzez przekaz ustny oraz uczestnictwo w obchodach.

## Przebieg

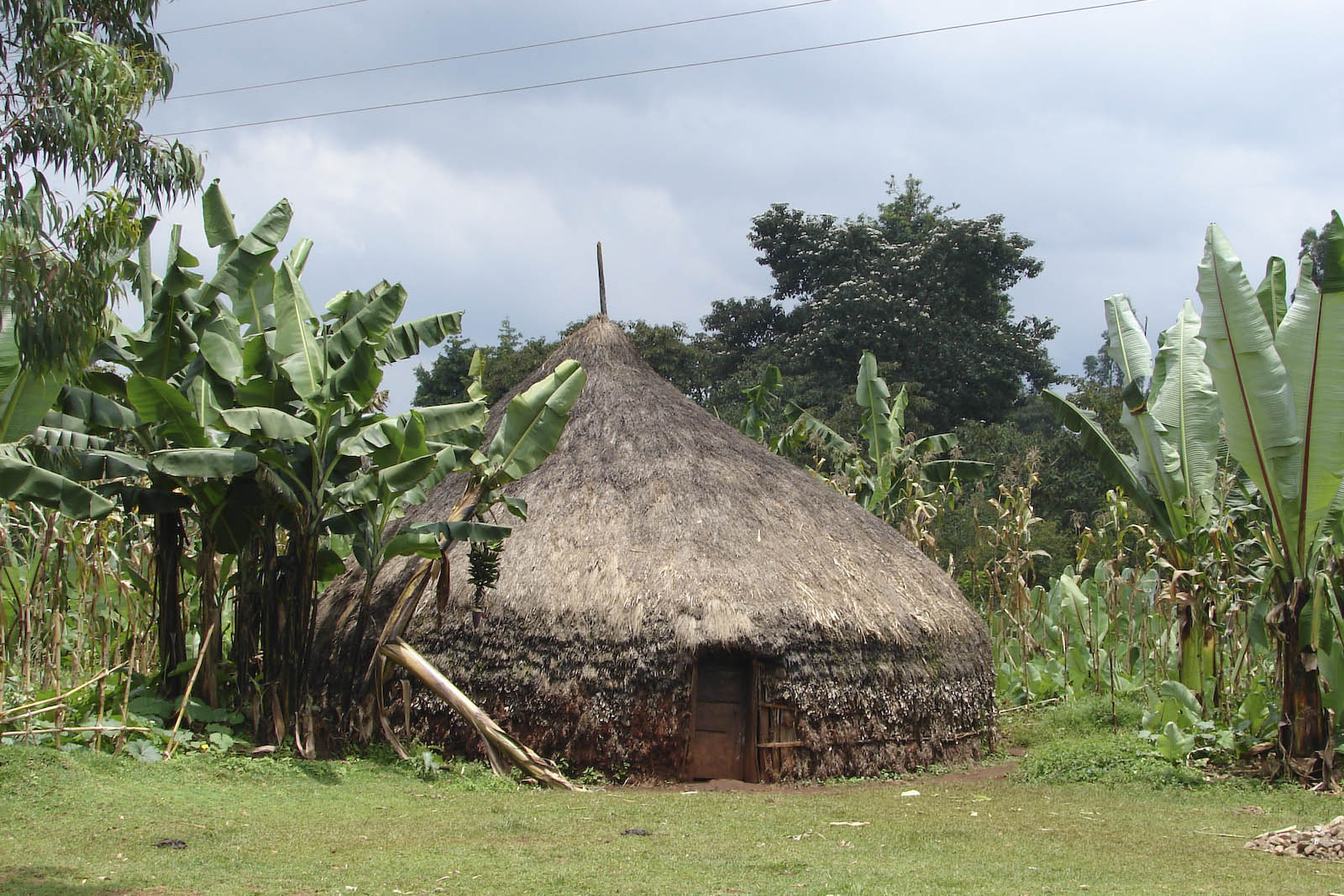
Chata ludu Sidama oraz okazy rośliny Ensete ventricosum (2008)

Każdego roku dokładna data święta ustalana jest przez astrologów (sidamo Ayyaanto), którzy obserwują ruchy pięciu gwiazd w konstelacji zwanej Buusa względem Księżyca. Tydzień według kalendarza społeczności Sidama ma cztery dni (Kawaado, Kawaalanka, Deela oraz Diko), a uroczystości noworoczne obchodzone są zawsze w pierwszym z nich, z zastrzeżeniem, że Księżyc musi być wówczas niewidoczny na niebie. Astrologowie ogłaszają wyniki swoich obserwacji przywódcom klanów (nazywanym Garo, Woma, Moote bądź Geelo), którzy wraz ze starszymi ze społeczności (Chimeessa) podejmują ostateczną decyzję co do daty święta, a następnie obwieszczają ją mieszkańcom wiosek na placach zwanych Gudumaale.
Święto Fichee obchodzone jest najpierw w domach prywatnych, a następnie w przestrzeniach publicznych Gudumaale; oficjalne obchody regionalne mają miejsce w mieście Auasa. Pierwszego dnia po południu między godziną 15.00 a 16.00 odbywa się rytuał Hulluuka, podczas którego ze świeżego bambusa przygotowywane są drzwi w kształcie łuku, przez które muszą przejść wszyscy członkowie danej rodziny oraz zwierzęta domowe i gospodarskie, co jest uznawane za symboliczne wejście w Nowy Rok. Odbywa się też obmycie rąk i twarzy. Wieczorem tego samego dnia podawane i wspólnie spożywane są bezmięsne potrawy oraz świąteczne danie Buurisame, którego część rozrzucana jest jako podziękowanie dla matki ziemi. Członkowie społeczności przez całą noc chodzą od domu do domu i wspólnie świętują.
Kolejnego dnia rano, w przypadający zawsze w dzień Kawaalanka Nowy Rok, ma miejsce ceremonia o nazwie Chambalaalla, podczas której w glinianej misce podawana jest ciepła woda, w której członkowie rodziny myją twarze, nacierane później masłem. Następnie dzieci chodzą od domu do domu po wiosce, odwiedzając sąsiadów i składając im noworoczne życzenia słowami Ayidde Chambalaalla!. Sąsiedzi odpowiadają Iille! Iille! i częstują dzieci daniem Buurisame. W tym dniu nie podejmuje się prac takich jak np. zbieranie drewna na opał, jednak zadaniem głowy rodziny jest nakarmienie słoną ziemią pozyskiwaną z jeziora Abbaja Hajk bydła trzymanego na pastwisku zwanym Kalo. Obchodom towarzyszą tradycyjne pieśni i tańce wykonywane na Gudumaale przez dorosłych, zwane Ketala. Młode, niezamężne dziewczęta bawią się ze swoimi rówieśniczkami, śpiewając i tańcząc taniec Hore, natomiast z udziałem chłopców wykonywany jest taniec Faaro.
Na koniec uroczystości starszyzna plemienna błogosławi wszystkich uczestników święta słowami Fichee jeeji!, co oznacza „Niech żyje Fichee!”. Dodatkowo przywódcy klanów kierują do ludu okolicznościowe przesłanie, w którym zalecają: ciężką i rzetelną pracę, współpracę, pokojowe współistnienie z sąsiednimi narodami i narodowościami, odnoszenie się z szacunkiem do starszych oraz wspieranie ich, unikanie żebrania, lenistwa, krzywoprzysięstwa i kradzieży oraz powstrzymywanie się od wycinania rodzimych gatunków drzew.